# PowerShell
PowerShell este un program de automatizare a activităților și de gestionare a configurației de la Microsoft, constând dintr-un shell de linie de comandă și limbajul de scriptare asociat. Inițial, o componentă Windows numai, cunoscut sub numele de Windows PowerShell, a fost făcută open-source și cross-platform pe 18 august 2016, odată cu introducerea PowerShell Core.  Primul este construit pe .NET Framework, acesta din urmă pe .NET Core.
În PowerShell, sarcinile administrative sunt, în general, efectuate prin cmdlet-uri (command-lets), care sunt clase specializate .NET care implementează o anumită operațiune. Acestea funcționează accesând date în diferite depozite de date, cum ar fi sistemul de fișiere sau Registrul Windows, care sunt puse la dispoziția PowerShell prin intermediul furnizorilor. Dezvoltatorii terți pot adăuga cmdleturi și furnizori la PowerShell.  Cmdlet-urile pot fi utilizate de scripturi, care pot fi, la rândul lor, ambalate în module. Cmdleturile funcționează în tandem cu API-ul .NET.
Suportul PowerShell pentru .NET Remoting, WS-Management, CIM și SSH permite administratorilor să efectueze activități administrative atât pe sistemele Windows locale, cât și pe cele la distanță. PowerShell oferă, de asemenea, un API de găzduire cu care runtime-ul PowerShell poate fi încorporat în alte aplicații. Aceste aplicații pot utiliza apoi funcționalitatea PowerShell pentru a implementa anumite operațiuni, inclusiv cele expuse prin interfața grafică. Această capacitate a fost utilizată de Microsoft Exchange Server 2007 pentru a expune funcționalitatea sa de gestionare ca cmdlet-uri PowerShell și furnizori și implementați instrumentele de gestionare grafică ca gazde PowerShell care invocă cmdleturile necesare.  Alte aplicații Microsoft, inclusiv Microsoft SQL Server 2008 expune, de asemenea, interfața lor de gestionare prin cmdlet-uri PowerShell.